# حسام الدين (حبيش)

تعديل مصدري - تعديل

حسام الدين هي إحدى قرى عزلة الصدر بمديرية حبيش التابعة لمحافظة إب، بلغ تعداد سكانها 139 نسمة حسب تعداد اليمن لعام 2004.